# احمد شهرالازهر سفیان
احمد شهرالازهر سفیان (انگلیسی: Ahmad Shahrul Azhar Sofian؛ زادهٔ ۲۴ اکتبر ۱۹۷۴) بازیکن سابق و مربی فوتبال اهل مالزی است.
از باشگاه‌هایی که در آن بازی کرده است می‌توان به باشگاه فوتبال نگری سمبیلان و باشگاه فوتبال پراک اشاره کرد.
وی همچنین در تیم‌های ملی فوتبال زیر ۲۳ سال مالزی، مالزی بازی کرده است.